# Kommissarin Lucas – Tote Erde
Tote Erde ist ein deutscher Fernsehfilm von Sabine Bernardi aus dem Jahr 2019. Es handelt sich um die 29. Folge der Kriminalfilmreihe Kommissarin Lucas mit Ulrike Kriener in der Titelrolle.

## Handlung
Die Regensburger Kriminalhauptkommissarin Ellen Lucas ermittelt im Todesfall Josef Gerlach, der bei einem mutwillig gelegten Brand ums Leben kam. Gerlach bewirtschaftete gemeinsam mit seinem Bruder Reinhold große Feldflächen Getreide. Weil sie das umstrittene Mittel Glyphosat verwendeten, hatten sie mit den Umweltaktivisten der Gruppe „Neue Welt“, die die beiden wiederholt bedrohten und sogar ein Handyvideo davon machten, viele unschöne Auseinandersetzungen. Besonders die beiden jungen Mitglieder David Buske und Marie Bacher sind aufsässig und demonstrieren gegen Gerlachs Ideologie. Doch als wenig später der Gruppenführer Paul Krenn, ein Kumpel von Buske und Bacher, ermordet aufgefunden wird, muss Lucas die Ermittlungen noch einmal ganz anders führen. Dabei stößt sie auf ein Ex-Mitglied der Neuen Welt, Hanna Manz, die aufgrund eines Unfalls im Rollstuhl sitzt. Manz schweigt beharrlich über die wahren Hintergründe des Unfalls. Lucas führt Hanna Manz und ihre ehemals beste Freundin Marie Bacher im Kommissariat zusammen, und tatsächlich bricht Hanna Manz ihr Schweigen.

## Hintergrund
Der Film wurde vom 9. Oktober 2018 bis zum 12. Dezember 2018 in München, Regensburg und Umgebung gedreht und am 31. August 2019 um 20:15 Uhr im ZDF erstausgestrahlt.

## Kritik
Für die Kritiker der Fernsehzeitschrift TV Spielfilm war Tote Erde ein „Krimidrama mit unaufdringlicher Botschaft“ und bewerteten den Film mit dem Daumen nach oben.